# GLAY (アルバム)
『GLAY』（グレイ）は、日本のロックバンド、GLAYのメジャー10作目のオリジナル・アルバムである。2010年10月13日発売。

## 解説
前作『LOVE IS BEAUTIFUL』以来、約3年9か月ぶりのオリジナル・アルバムである。メンバー自ら立ち上げた新レーベル「loversoul music & associates」からの第1弾アルバム。オリジナル・アルバム初のバンド名を冠したアルバム。
2010年7月30日に新潟LOTSで行われたライブ、BOYS ONLY NIGHT(男ナイト)にてアルバムタイトルが発表された。
デビュー15周年を終えたGLAYが16年目以降に向かうにあたって、「『これぞGLAY』と言えるアルバム」をコンセプトに作られたという。全体的にミドル・テンポのナンバーが多い。
レコーディングは、佐久間正英が取締役を務めるv.f.v STUDIOで行われた。マスタリングはニューヨークのSterling Soundで行われ、グラミー賞を受賞しているエンジニア、テッド・ジェンセンが担当。
ジャケットの「両腕を広げるTERU」の写真は、「GLAYを象徴する物は何か？」という事を話し合った際、TAKUROがTERUのように両腕を広げるポーズをとりながら「やはり、これじゃないだろうか」と意見を述べたところ、同意する意見が出た為に決定された。TERUがCulture Journalに出演した際のインタビューでは、「僕の物まねをする人たちの映像を見ていると、ほとんどの方が両腕を広げてるので、いわば『逆輸入』という感じで」とも答えている。
本作で通算8作目、ベストアルバムも含めると12作目となるオリコン週間アルバムチャート首位獲得を果たした。また、これにより、90年代、2000年代、2010年代と、3つの世代にわたって首位を獲得したことになった。
2011年には台湾でも発売され、ボーナストラックとして「Thank you for your love」が収録されている。

## 収録曲
1. シキナ
  - 作詞・作曲：TAKURO

打ち込みを使ったデジタルサウンドとアコースティック・ギターが融合された曲。アレンジに、dj MASSとYO FUJIIが参加している。当初はバンドサウンドだったという。
2. 汚れなきSEASON
  - 作詞・作曲:TAKURO

メロコア系2ビートのロック・チューン。中盤、近年のGLAYでは珍しい速弾きのギターソロが披露されている。2010年10月15日、ミュージックステーションでテレビ初披露された。
「イオン ヒートファクト」CMソング。
3. WASTED TIME
  - 作詞・作曲：TAKURO

「1980年代」をテーマに作られたという。かつて世間一般で言われた'80年代の評価に対して投げかけた曲。
4. 遥か…
  - 作詞・作曲：TAKURO

アレンジに永井誠一郎が参加しているピアノ・バラード。TERUのファルセットボイスが披露されている。TERU曰くアレンジはDREAMS COME TRUE風とのこと。
5. Apologize
  - 作詞・作曲：TAKURO

2010年3月29日から4月21日の期間限定でモバイルサイトで配信された楽曲。2009年の『GLAY ARENA TOUR 2009 THE GREAT VACATION』で先行披露された。
アウトロが次曲へ繋がっている。
6. 月の夜に
  - 作詞・作曲：TERU

アコーディオンのサウンドを取り入れた曲。
7. 風にひとり
  - 作詞・作曲：HISASHI

ストリングスとギターフレーズを合わせた曲。
8. Precious
  - 作詞・作曲：TAKURO

42ndシングル。
9. Satellite of love
  - 作詞・作曲：TAKURO

GLAY LIVE TOUR 2010-2011 ROCK AROUND THE WORLDのパンフレットに付属しているCDにはAcoustic Versionが収録されている。
押井守監督の短編アニメーション映画「Je t'aime」挿入曲。楽曲のアレンジは、ほとんどHISASHI1人で行ったという。当初は、この曲がラストを飾る予定だった。
10. Chelsea
  - 作詞：TAKURO / 作曲：JIRO & TAKURO

『GLAY LIVE TOUR 2010-2011 ROCK AROUND THE WORLD BOYS ONLY NIGHT』初披露の曲。バンドサウンドを重視して作られた曲。ファンから「曲の前に変な音がする」「針とびしている」という問い合わせが発生しているが、この曲のイントロはオーケストラル・ヒットによるサウンドで始まるものでノイズなどではない。
11. Thank you for your love （台湾盤ボーナストラック）
  - 作詞・作曲：TERU

台湾盤にのみ収録されているボーナストラック。2011年5月5日にインターネット配信で発売された楽曲。ネット配信されたものより、若干曲の長さが長い。

### 初回限定盤DVD
- 短編アニメーション映画「Je t'aime」
  - 監督：押井守
  - キャラクターデザイン・絵コンテ・演出・作画監督：西尾鉄也
  - 原画：本田雄 篠田和宏 徳野悠我 片桐貴悠 押山清高 小西賢一 伊藤秀次 黄瀬和哉 江面久 西尾鉄也
  - 美術監督:増山修
  - 3DCGI監督:佐藤敦紀
  - サウンドデザイン：スカイウォーカー・サウンド
  - アニメーション制作：Production I.G 8課
  - 第34回アヌシー国際アニメーション映画祭短編作品部門出品
- Precious (Music Video)
- BOYS ONLY NIGHT at 新潟LOTS (2010.07.30)

1. OPENING SE Tokyo vice terror
2. HIGHCOMMUNICATIONS
3. absolute"ZERO"
MC
4. laotour～震える拳が掴むもの～
5. 月に祈る
6. 誘惑
MC
7. Precious

- TERU Interview

## GLAY Anthology

### 概要
2011年7月30日、31日に行われたファンクラブ限定ライブで先行発売され、8月12日からGLAY Official Store G-DIRECT限定で販売が開始された。
アルバム『GLAY』及び『GLAY』に関連する未発表音源、豪華ブックレットが収録されたボックスである。

### 収録曲
- Disc 1

『GLAY』と同一内容
- Disc 2

1. Let it rock
2. シキナ (Demo)
3. シキナ (Jet the phantom mix)
4. WASTED TIME (Demo)
5. WASTED TIME (Jet the phantom mix)
6. Apologize (Acoustic live ver.)
7. 遥か・・・ (Demo)
8. Precious (Ver. 2)
9. 月の夜に (Ver. 2)
10. 風にひとり (Jet the phantom mix)
11. Satellite of love (Demo)
12. Satellite of love (Jet the phantom mix)
13. Satellite of love (Live ver.)
14. Chelsea (Live ver.)
15. 真実 (Demo)

- Disc 3「GLAY Radio Selection」

1. 『TAKURO MOBILE MEETING』 2010.04.18
2. 『TAKURO MOBILE MEETING』 2010.03.28
3. GLAYオフィシャルFan Club 『HAPPY SWING』 vol.58 SPECIAL INTERVIEW / GLAY
4. FM NACK5 『J-POP MAGAZINE』2010.10.9 / TERU & TAKURO
5. 『TAKURO MOBILE MEETING』 2010.09.26
6. 『TAKURO MOBILE MEETING』 2010.10.03
7. 『TAKURO MOBILE MEETING』 2010.10.10
8. TOKYO FM 『赤坂泰彦のディア・フレンズ』 2010.10.13 / TAKURO
9. TOKYO FM 『赤坂泰彦のディア・フレンズ』 2010.10.14 / HISASHI
10. TOKYO FM 『赤坂泰彦のディア・フレンズ』 2010.10.15 / JIRO
11. TOKYO FM 『赤坂泰彦のディア・フレンズ』 2010.10.16 / TERU
12. 『TAKURO MOBILE MEETING』 2010.11.07
13. TOKYO FM『DHC COUNTDOWN jp』 2010.09.11 / GLAY

## 参加ミュージシャン
- 永井利光 - ドラム演奏
- 佐久間正英 - キーボード、ストリングス編曲(#7)
- 永井誠一郎 - ピアノ(#4)、オルガン(#4)、ストリングス編曲(#9)
- YO - ピアノ編曲(#1)、チェロ編曲(#1)
- 遠藤益民 - チェロ演奏(#1)
- ゆあさみちる - コーラス(#5)
- 熊坂路得子 - アコーディオン演奏(#6)
- クラッシャー木村 - ストリングス(#7,9)
- MOTOHARU(SOIL&"PIMP"SESSIONS) - サックス演奏(#8)